# Cahir

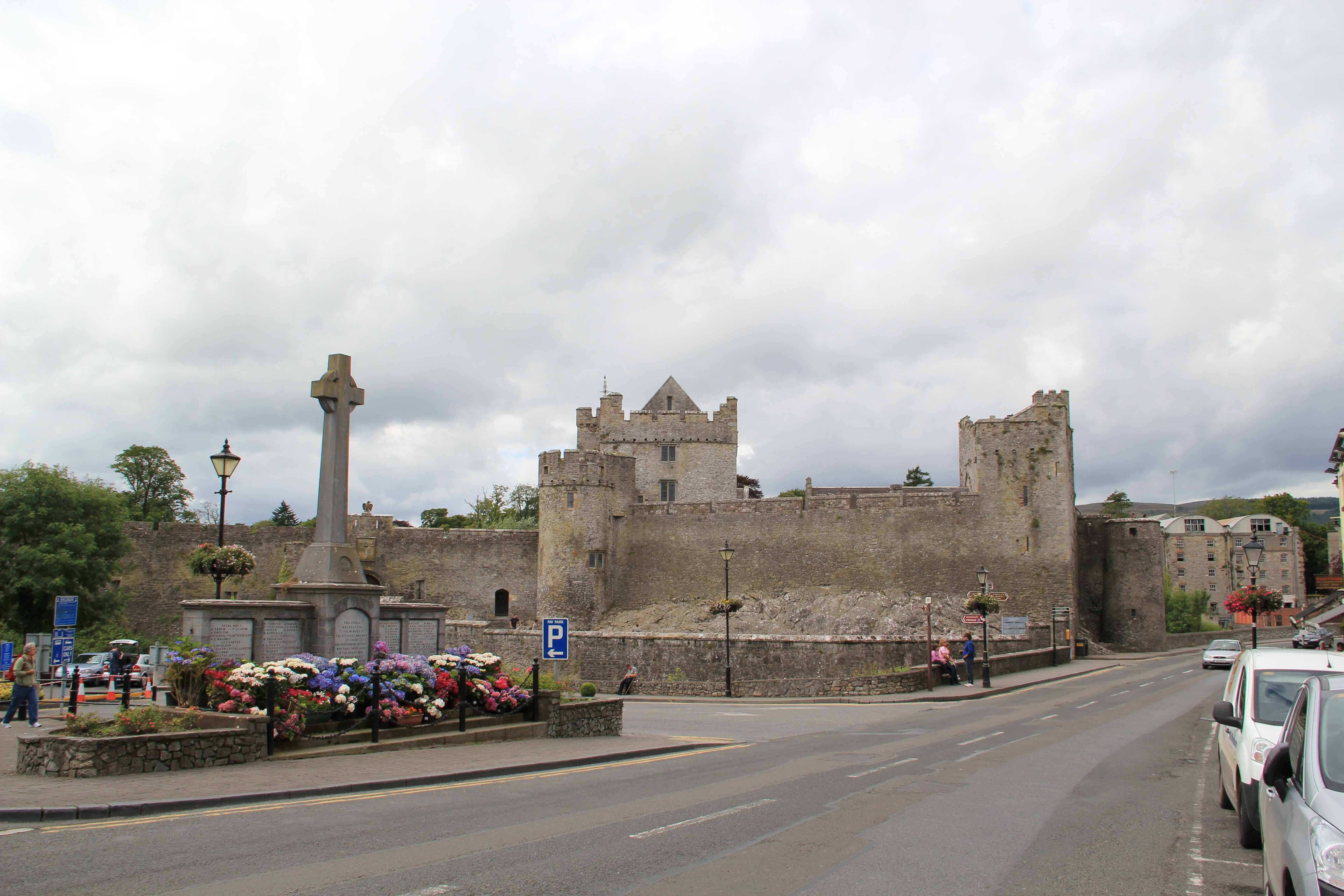
Castillo de Cahir

Cahir (en irlandés: An Chathair o Cathair Dún Iascaigh) es una localidad irlandesa del condado de Tipperary.

## Historia
"Cathair" se traduce cómo "fuerte circular de piedra" mientras que "Cathair Dún Iascaigh" significa: "ciudad del fuerte de la pescadería". En otros documentos, recibe el nombre de "Caher".
La familia Butler estableció la Baronía de Cahir.
Junto con Clonmel, fue uno de los centros de South Tipperary, dónde los cuáqueros construyeron un local de culto en Abbey St. en 1833 dónde los principales líderes fueron las familias: Grubb, Going y Walpole.
Fue también una de las primeras poblaciones en ser conectadas por carruajes en el siglo XIX, cuándo Charles Bianconi enlazó Cahir con Clonmel y Cashel.